# Nueva Helvecia
Nueva Helvecia (Nederlandse vertaling: Nieuw Zwitserland) is een stad in Uruguay, gelegen in het departement Colonia. De stad telt 10.002 inwoners (2004) werd gesticht op 24 april 1862 door Zwitserse immigranten.
De stad is een toeristische plaats. Dit komt door het grote aantal overblijfselen van de voornamelijk Zwitserse, maar ook de vele Duitse, Franse en Oostenrijkse immigranten. De stad staat bekend om zijn melkproductie en kaas.